# Терентьева, Татьяна Валерьевна

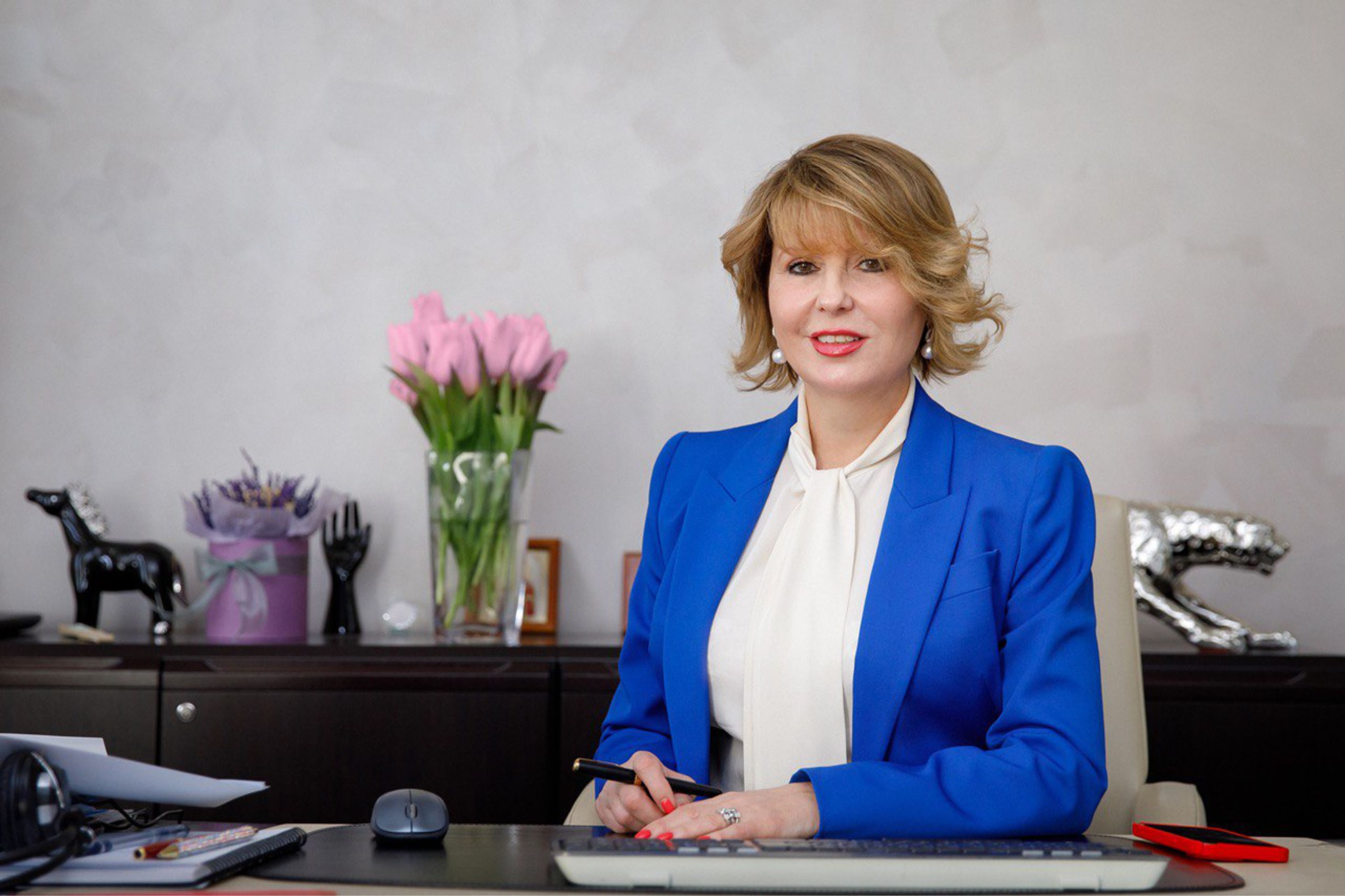
Татьяна Валерьевна Терентьева — ректор Владивостокского государственного университета (с 2015), доктор экономических наук, профессор.

## Биография
Родилась 5 ноября в г. Уссурийске Приморского края.
Татьяна Терентьева окончила Дальневосточный государственный технический университет рыбной промышленности и хозяйства (ныне Дальневосточный государственный технический рыбохозяйственный университет), получив специальность «Экономика и организация промышленности продовольственных товаров».
В сентябре 1996 года Татьяна Терентьева начала свою карьеру во Владивостокском государственном университете экономики и сервиса (ВГУЭС), который в 2022 году был переименован во Владивостокский государственный университет (ВВГУ).
С 1996 по 2011 год она работала на кафедре бухгалтерского учёта и аудита, занимая должности старшего преподавателя, доцента и заведующего кафедрой.
В 2002 году Татьяна Терентьева защитила кандидатскую диссертацию по экономическим наукам, а в 2011 году — докторскую диссертацию.
В 2011 году Татьяна Терентьева была назначена проректором по научно-исследовательской работе, в 2014 году — первым проректором, а в 2015 году — проректором по научной и международной деятельности. В том же году она была избрана ректором ВГУЭС и утверждена в этой должности приказом министра образования и науки РФ, став первой женщиной-ректором в истории университета.
Татьяна Терентьева является действующим членом общероссийской общественной организации «Российский Союз ректоров», межрегиональной общественной организации «Лига преподавателей высшей школы», профессионального объединения «Институт профессиональных бухгалтеров и аудиторов России», Союза «Торгово-промышленная палата Приморского края», Ассоциации взаимодействия и развития предприятий «Международный Бизнес-Клуб «ДИАЛОГИ», межрегиональной общественной организации «Азиатско-Тихоокеанская ассоциация преподавателей русского языка и литературы» (АТАПРЯЛ).
Татьяна Терентьева имеет Международный сертификат профессиональных бухгалтеров и аудиторов International Association of Bookkeepers.
Татьяна Терентьева является автором 97 научных трудов, включая 18 монографий и 7 учебных пособий. Под её руководством были подготовлены 11 кандидатов наук.
Её монография «Управление устойчивым развитием университета как социально-экономической системы» стала лауреатом международной выставки в 2016 году.
Она также является победителем XV Всероссийского конкурса деловых женщин «Успех» в номинации «Лучшая организация России, возглавляемая женщиной» (2019 г.).
Татьяна Терентьева является кандидатом в мастера спорта по гребле на байдарках и каноэ.

## Награды и звания
- Звание «Почетный работник высшего профессионального образования Российской Федерации»[7] (2013 г.).
- Медали «За безупречный труд и отличие» III степени Минобрнауки РФ (2021 г.)[8], «За вклад в реализацию государственной политики в области образования» (2021 г.), Почетного нагрудного знака «Золотой фонд ВГУЭС» (2021 г.).
- Знак отличия «За заслуги перед Владивостоком»[9] II степени (2022 г.).
- Медаль Торгово-промышленной палаты России «За отличие в развитии предпринимательства» (2023 г.)[10].
- Благодарность Комитета Государственной Думы по защите семьи, вопросам отцовства, материнства и детства (2024г.).

## Монографии
1. Сетевая модель развития стратегического партнёрства университета в контексте цифровой трансформации / О. А. Батурина, Т. В. Терентьева, В. В. Крюков, К. С. Солодухин. — Владивосток : Владивостокский государственный университет, 2022. — 140 с. — ISBN 978-5-9736-0682-4. — DOI 10.24866/9736-0682-4-2022-140. — EDN NLYDXB.
2. Партнерство университета и бизнеса: от монопроектов к структурированным проектным решениям / Н. Н. Масюк, Ю. В. Разумова, В. А. Андреев [и др.]. — Владивосток : Владивостокский государственный университет, 2022. — 212 с. — ISBN 978-5-9736-0683-1. — DOI 10.24866/9736-0683-1-2022-212. — EDN WWSMSC.
3. Университеты и регионы: факторы конкурентоспособности и развития / Ж. А. Ермакова, О. А. Батурина, М. А. Булгакова [и др.]. — Уфа : Институт социально-экономических исследований Уфимского федерального исследовательского центра РАН, 2021. — 194 с. — ISBN 978-5-604-39034-4. — EDN CJOTZC.
4. Динамичное развитие предпринимательства: особенности и перспективы / Е. Г. Шумик, Т. В. Терентьева, К. В. Смицких [и др.]. — Владивосток : Владивостокский государственный университет экономики и сервиса, 2019. — 164 с. — ISBN 978-5-9736-0564-3. — EDN PZULKJ.

## Учебные пособия
1. Гомилевская, Г. А. Экономика и предпринимательство в сервисе и туризме / Г. А. Гомилевская, Т. В. Терентьева, А. С. Квасов. — Санкт-Петербург : Издательский Центр РИОР, 2017. — 192 с. — ISBN 978-5-369-01712-8. — DOI 10.12737/1712-8. — EDN ZBUOOZ.
2. Терентьева, Т. В. Бухгалтерский учёт в двух модулях / Т. В. Терентьева, В. В. Малышева : ООО Издательский Центр РИОР, 2017. — 288 с. — ISBN 978-5-369-01727-2. — DOI 10.12737/1727-2. — EDN ZGLLWT.

## Статьи ВАК
1. Терентьева Т. В., Титова Н. Ю. Анализ факторов устойчивости ДФО в условиях внедрения циркулярной экономики // Региональная экономика: теория и практика. −2023. — № 12.
2. Терентьева Т. В., Титова Н. Ю. Факторы внедрения циркулярной экономики в регионе // Вестник академии знаний. — 2023. — № 59 (6). С. 387—391.
3. Терентьева Т. В., Арнаут М. Н. Человеческий капитал как фактор стратегического развития регионов Российской Федерации: анализ нормативной базы // Креативная экономика. — 2023. — Том 17. — № 11. — С. 3997-4014. doi: 10.18334/ce.17.11.119328
4. Терентьева Т. В., Варкулевич Т. В., Вертинова А. А. Регион и университет как экосистема: барьеры и риски // Вестник Алтайской академии экономики и права. — 2022. — № 9-1. — С. 137—142. — DOI 10.17513/vaael.2404. — EDN XJZLUH.
5. Терентьева, Т. В. Партнерство университета и бизнеса: региональный аспект / Т. В. Терентьева, Т. В. Варкулевич, Н. Р. Пашук // Вестник Алтайской академии экономики и права. — 2022. — № 9-2. — С. 262—267. — DOI 10.17513/vaael.2420. — EDN NKKBZO.
6. Терентьева, Т. В. Стратегии социально-экономического развития регионов ДФО и стратегии университетов ДФО: вопрос гармонизации / Т. В. Терентьева, А. А. Вертинова // Фундаментальные исследования. — 2022. — № 8. — С. 123—131. — DOI 10.17513/fr.43314. — EDN WKMJMI.
7. Терентьева, Т. В. Роль высшего образования как социального института в региональной инновационной системе / Т. В. Терентьева, Н. Р. Пашук, В. А. Тубольцева // Креативная экономика. — 2022. — Т. 16, № 8. — С. 2975—2990. — DOI 10.18334/ce.16.8.116144. — EDN BLREOH.

Подробный список здесь.